# Epopostruma monstrosa
Epopostruma monstrosa är en myrart som beskrevs av Hugo Viehmeyer 1925. Epopostruma monstrosa ingår i släktet Epopostruma och familjen myror. Inga underarter finns listade i Catalogue of Life.